# Mossebo kyrka
Mossebo kyrka är en kyrkobyggnad i Tranemo kommun. Den tillhör sedan 2014 Tranemo församling (tidigare Mossebo församling) i Göteborgs stift.

## Historia
På samma plats som dagens kyrka fanns tidigare en mindre träkyrka, troligen uppförd 1544. Den föregicks av en medeltida träkyrka, från vilken en primklocka är bevarad. Även lillklockan är medeltida.

## Kyrkobyggnaden
Att Mossebo fick ny kyrka 1773 var helt och hållet ett verk av kyrkans granne, bonden och klockaren Josef Hansson på gården Mossebo stom. Till följd av sin position som riksdagsman och bondeståndets talman lyckades han genomdriva att byggmästaren Anders Hammelberg från Åsenhöga inkallades för att leda nybygget. Majoriteten av sockenborna och kyrkoherden, prosten och teologie doktorn Mårten Kjerrulf, hade egentligen beslutat sig för att renovera den gamla träkyrkan från 1500-talet, som tidigare hade renoverats 1620 och 1690. 
Kyrkan är en rödmålad och spånklädd träkyrka, belägen på en kulle. Den ligger på en gammal begravningsplats med brandgravar ända från järnåldern. Tornet byggdes till i väster 1812 av Sven Morin. Sakristian uppfördes under 1800-talets första hälft och under denna tid tillkom också fönstrens övre rundning.

## Dekorationsmålningar
Kyrkorummet är ett av de rikast utsmyckade i Kind. 
- De figurativa vägg- och takmålningarna samt läktarbröstningen utfördes 1774 av den i Tranemo födde Johan Christoffer Weisstern — samma år som han blev målarmästare vid Göteborgs Målareämbete. I koret finns två tavlor målade direkt på väggen: på den norra Korsnedtagningen och på den södra Kristi uppståndelse. På långhustaket i öster avbildas Kristi himmelsfärd. Större delen av långhustaket är ägnat åt en skildring av den Yttersta domen. Istället för apostlar har Wesstern på läktarbröstningen målat porträtt av de visa och de fåvitska jungfrurna. Taket har aldrig varit övermålat.
- Till samma motiv ansluter den litet naiva altartavlan, utförd  av Petter Olofsson i Agnabo (som även målade en altartavla till Tranemo gamla kyrka).
- Häradsmålaren i Mo, Sven Nilsson Morins, har utfört altarbordet i gustaviansk stil från 1804 och friskulpturerna föreställande Mose, Aron, Petrus och Paulus.

## Inventarier
Kvar från den gamla kyrkan är nu endast två utsmyckningsdetaljer: 
- Predikstolen från 1748 utförd av Borås-bildhuggaren Nils Gustafsson Kihlman.
- Basunängeln utförd av Sven Nilsson Morin (även om predikstolen försetts med ny utsmyckning av Sven Morin och målning av Weisstern, dessvärre övermålad i svart på 1800-talet).
- Josef Hansson reserverade en långvägg för sitt eget porträtt, målat av Ulrica Pasch), och den andra för en inskrift som framhåller hans insats samt läktaren för en ny orgel som Jonas Solberg uppsatte 1776 på talmannens bekostnad.
- Hansson ordnade även med porträtten av kungaparet (Gustav III och Sofia Magdalena) i koret.
- Ljuskronan tillverkades 1855 av hyttmästaren Svante Schmidt vid Limmareds glasbruk.
- Bänkarna som tidigt satt tätt utglesades på 1940-talet.

### Klockor
- Lillklockan är av en väl proportionerad senmedeltida typ och saknar inskrift.[2]
- En liten sanctus- eller primklocka, utställd i kopia i vapenhuset.

### Orgel
- Omkring 1773 fanns det lämningar i kyrkan av ett förstört orgelverk.[3]
- 1774 byggde Jonas Solberg, Värnamo en orgel med 7 stämmor. Orgeln sattes upp 1950 med ny fasad i S:t Olofs kapell, Tylösand.
- 1928 byggdes en orgel av Nordfors & Co, Lidköping med 9 stämmor.
- Den nuvarande orgeln är tillverkad 1982-1983 av Smedmans Orgelbyggeri. Den har femton stämmor fördelade på två manualer och pedal. Fasaden från 1776 års orgel är byggd av Jonas Solberg. Den var tidigare stum från 1929, men är nu ljudande. Alla pipor är nytillverkade utom en från 1929 års orgel, som har återanvänts.[4] Orgeln är mekanisk.

| Huvudverk I    | Svällverk II      | Pedal      | Koppel |
| Gedackt 8´     | Rörflöjt 8´       | Subbas 16´ | I/P    |
| Principal 4'   | Viola di Gamba 8' | Gedackt 8' | II/P   |
| Flöjt 4'       | Waldflöjt 4'      |            | II/I   |
| Qvinta 3'      | Spetsflöjt 2'     |            |        |
| Oktava 2'      | Qvinta 1 1/2'     |            |        |
| Scharf 3 chor  | Dulcian 8' B      |            |        |
| Trumpet 8' B/D | Vox humana 8' D   |            |        |
|                | Tremulant         |            |        |
|                | Crescendosvällare |            |        |

#### Diskografi
- Mosaik : Morgan Blåberg spelar orgelmusik från skilda tider på orgeln i Mossebo kyrka. CD. Solhem musik. Utan nummer. - Inspelad 2000.[5]

## Bilder

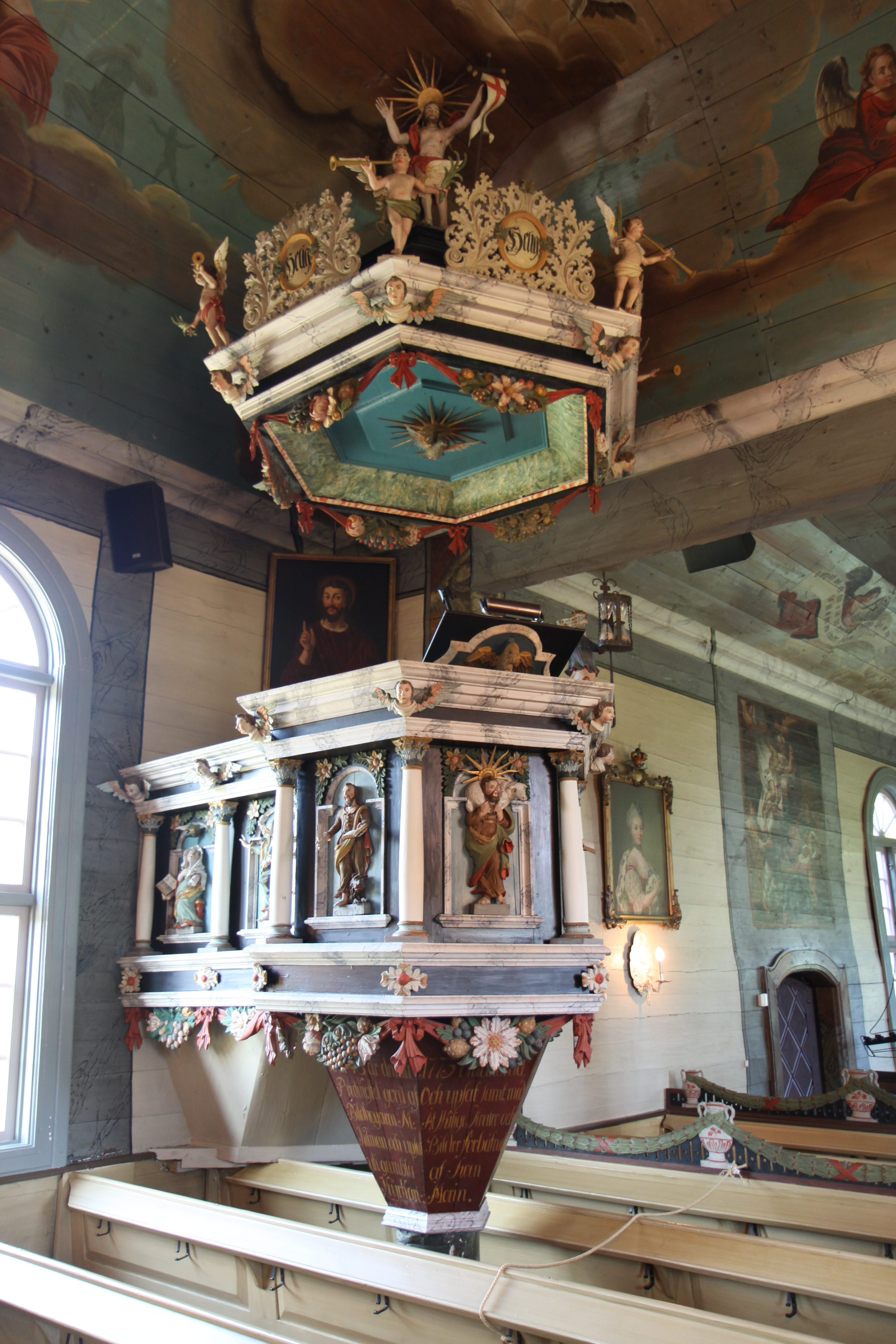
Predikstolen
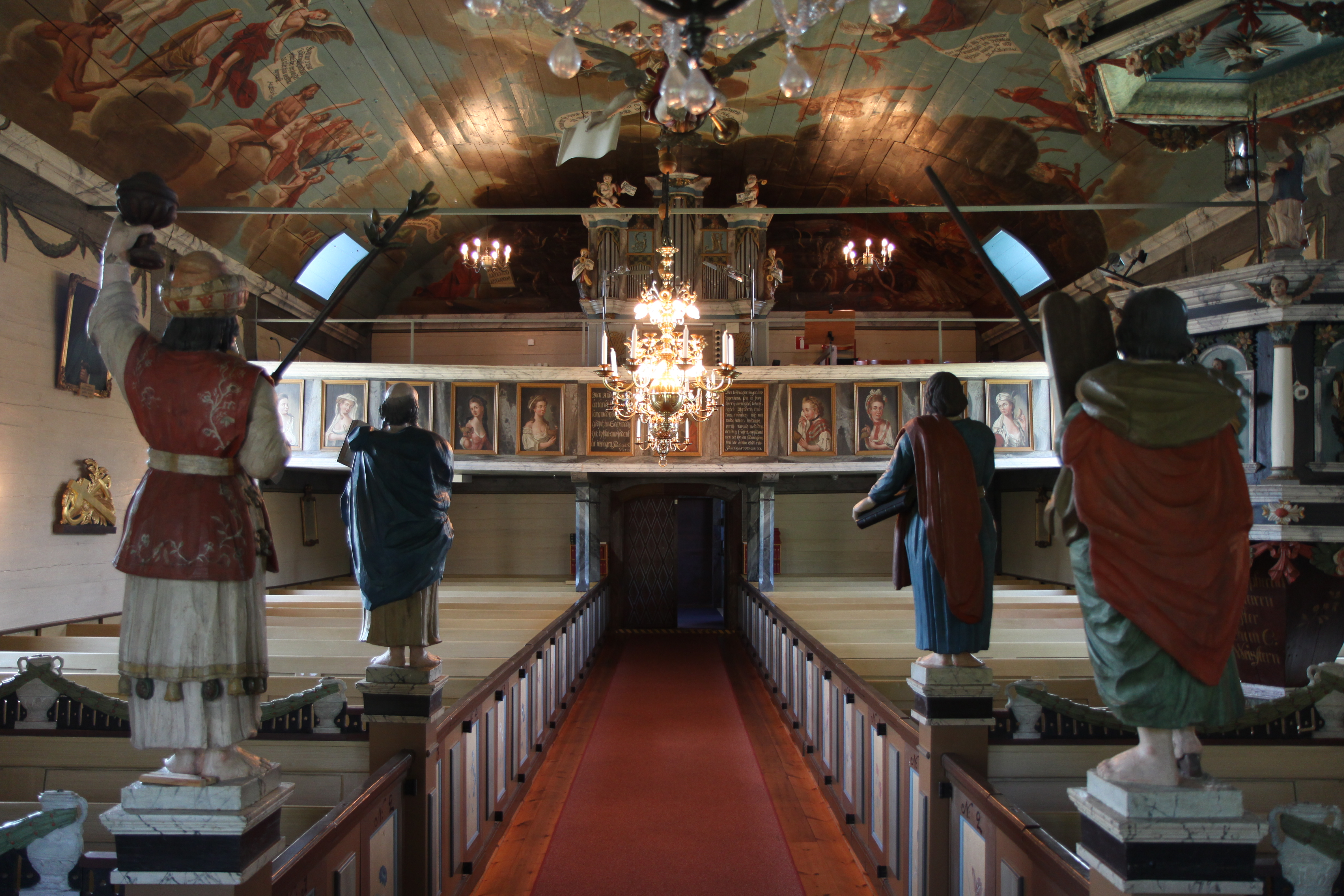
Interiör mot orgelläktaren
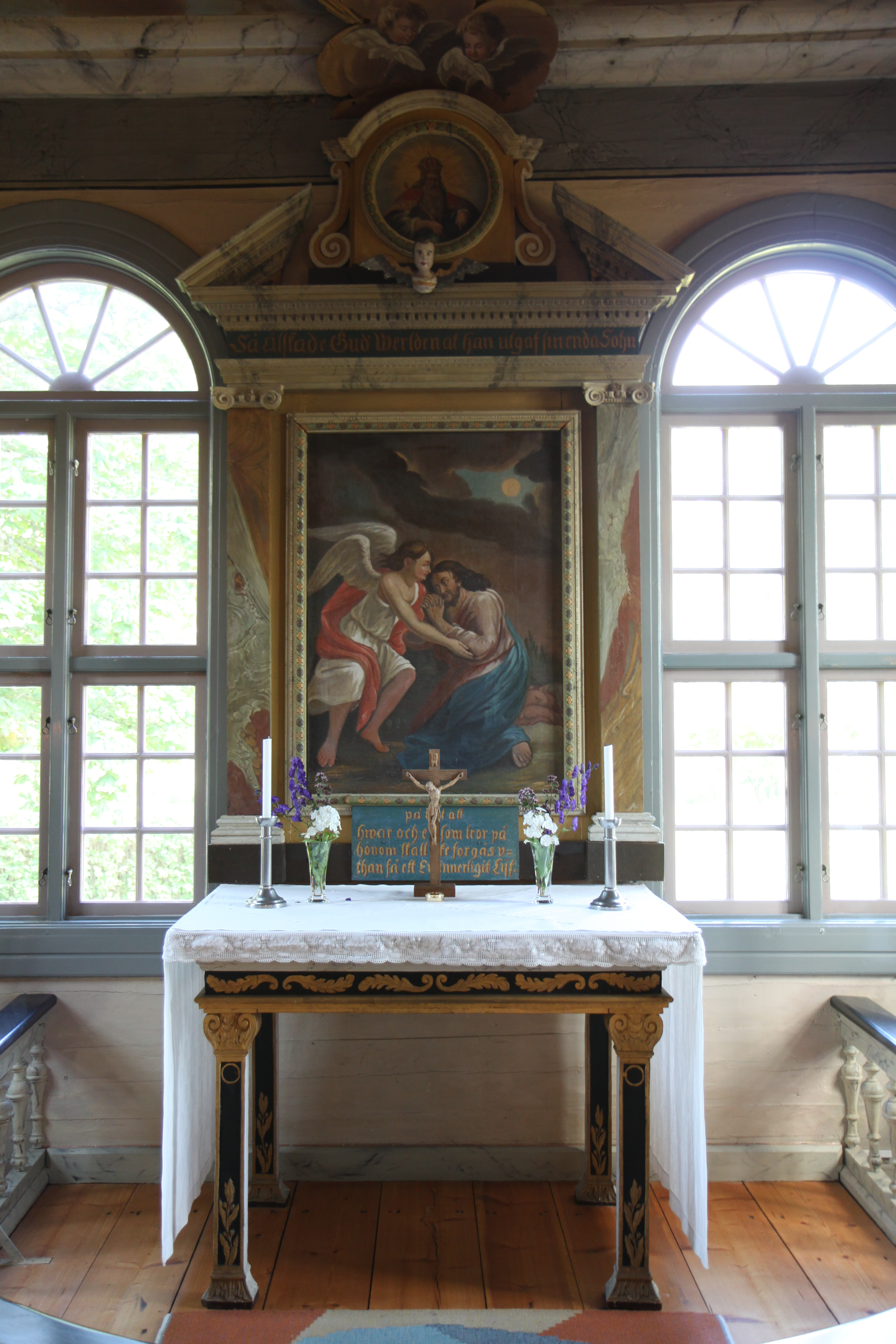
Altaret och altaruppsatsen
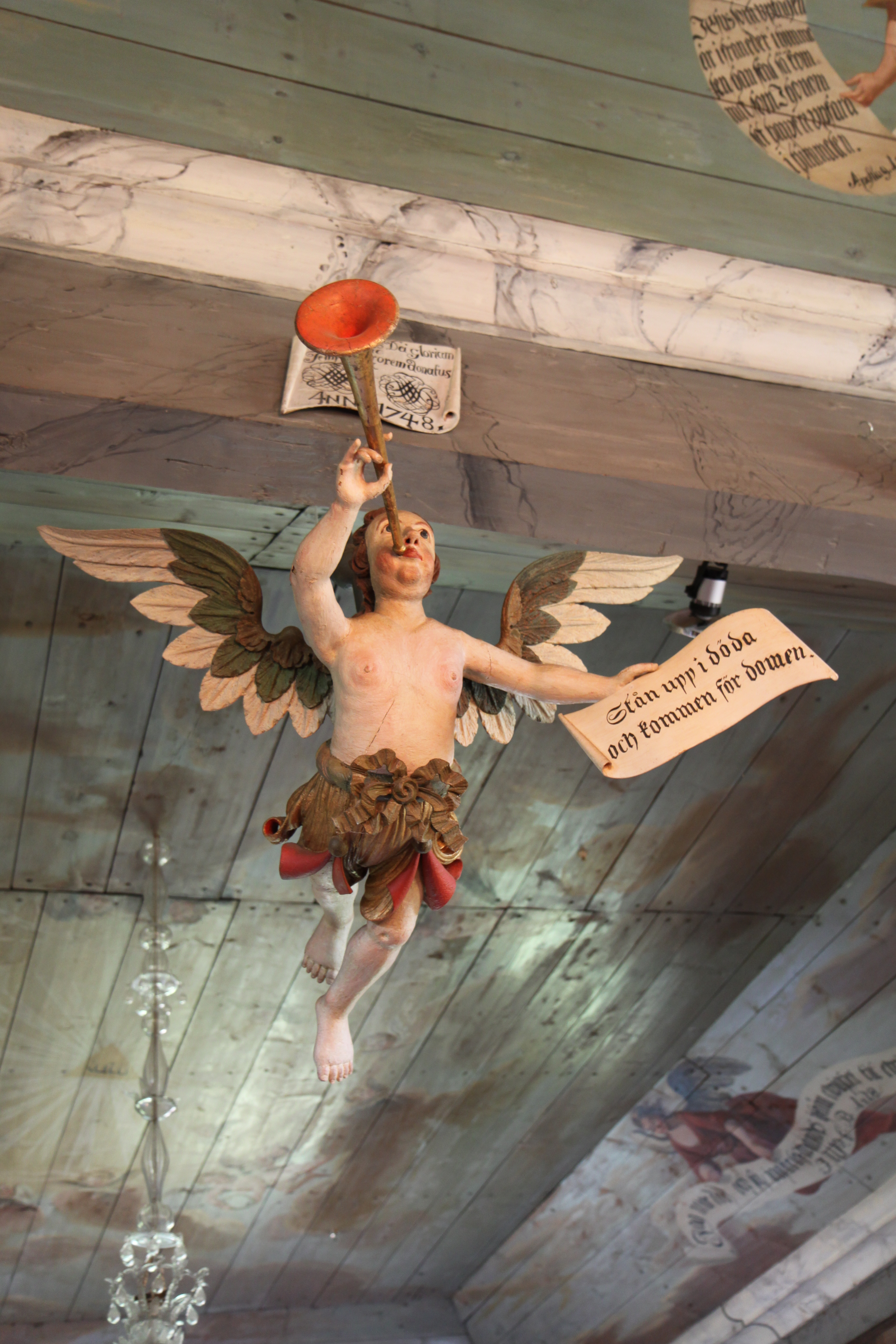
Basunängel
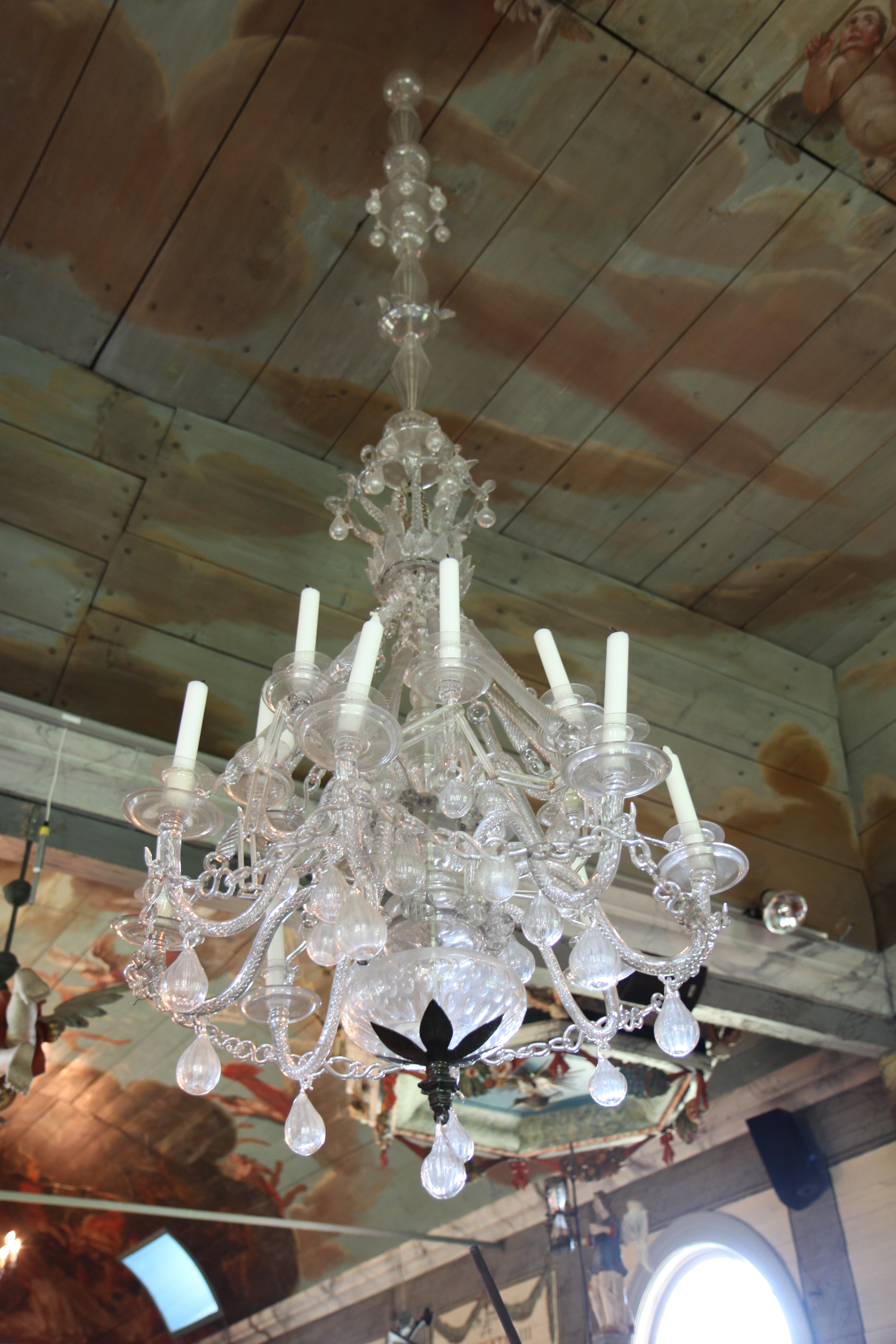
Ljuskronan i glas
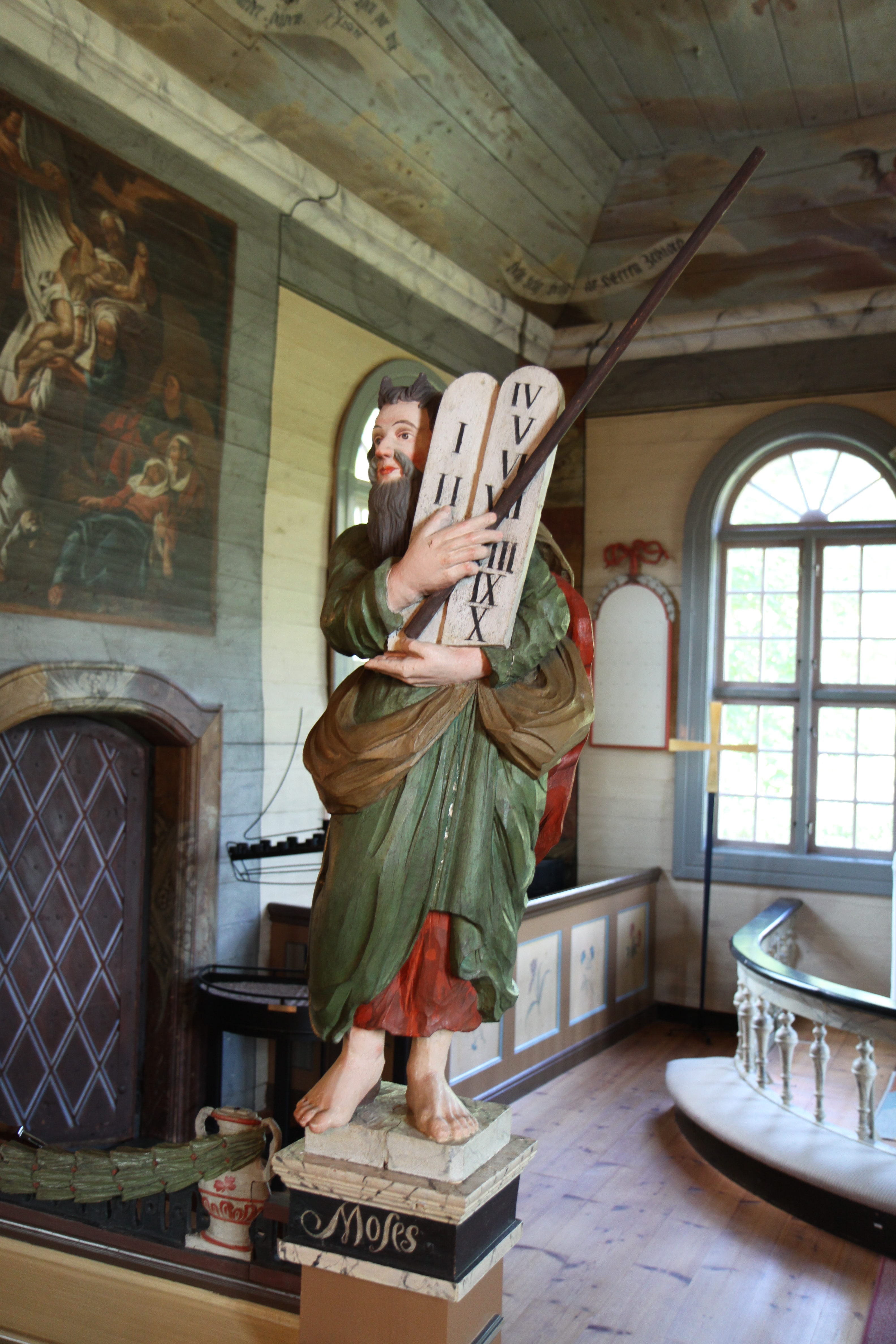
Moses-skulptur